# 珂楠树
珂楠树（学名：Meliosma beaniana）为清风藤科泡花树属下的一个种。